# Ivancea, Orhei
Ivancea este satul de reședință al comunei cu același nume  din raionul Orhei, Republica Moldova.
În sat se află un parc, monument de arhitectură peisagistică, în care se ridică conacul familiei Balioz.

## Istorie
Satul Ivancea este menționat în anul 1576:
„Petru voievod, din mila lui Dumnezeu, domn al Țării Moldovei. I-am dat și i-am întărit slugii noastre credincioase, lui Ion Golăi logofătul, în țara noastră a Moldovei o seliște, anume Stojiște, la răsărit, în fața acelor sate care se numesc Golăiești, unde merge locul spre Lucacevca și unde cade Lucacevca în Răut, și în fața Lucacevcăi, la gura Ivancii, și de la obârșia Ivancii în dreptul locului de sub pădurea de fag, și de acolo pe sub făget la vale, unde se împreună hotarul cu Macicăuții dinspre asfințit, cu loc de moară, unde se numește Moara lui Mihăilaș, pe care și-a cumpărat-o de la însuși domnia mea pentru 4 cai buni și 400 de zloți tătărești, și i-a dat la vistieria noastră pentru ca să-i fie lui de la noi uric, și ocină, și cu tot venitul, nestrămutat niciodată, în veci, înaintea acestei cărți a noastre.
Scris la Iași, în anul 7084 <1576> iunie 28.

Domnul a zis.

Eu, Petre vodă.

Iurașco a scris.”

## Galerie de imagini

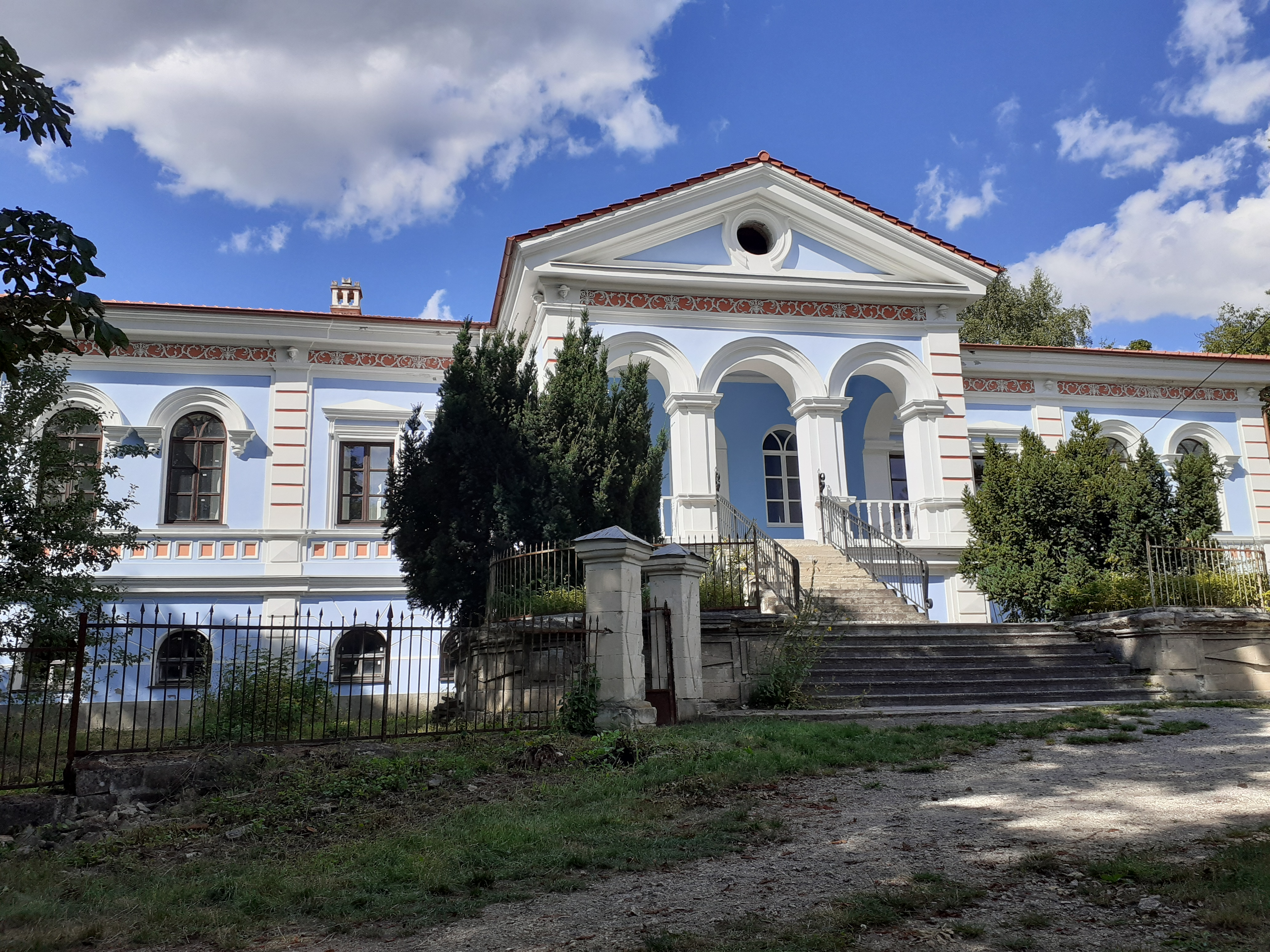
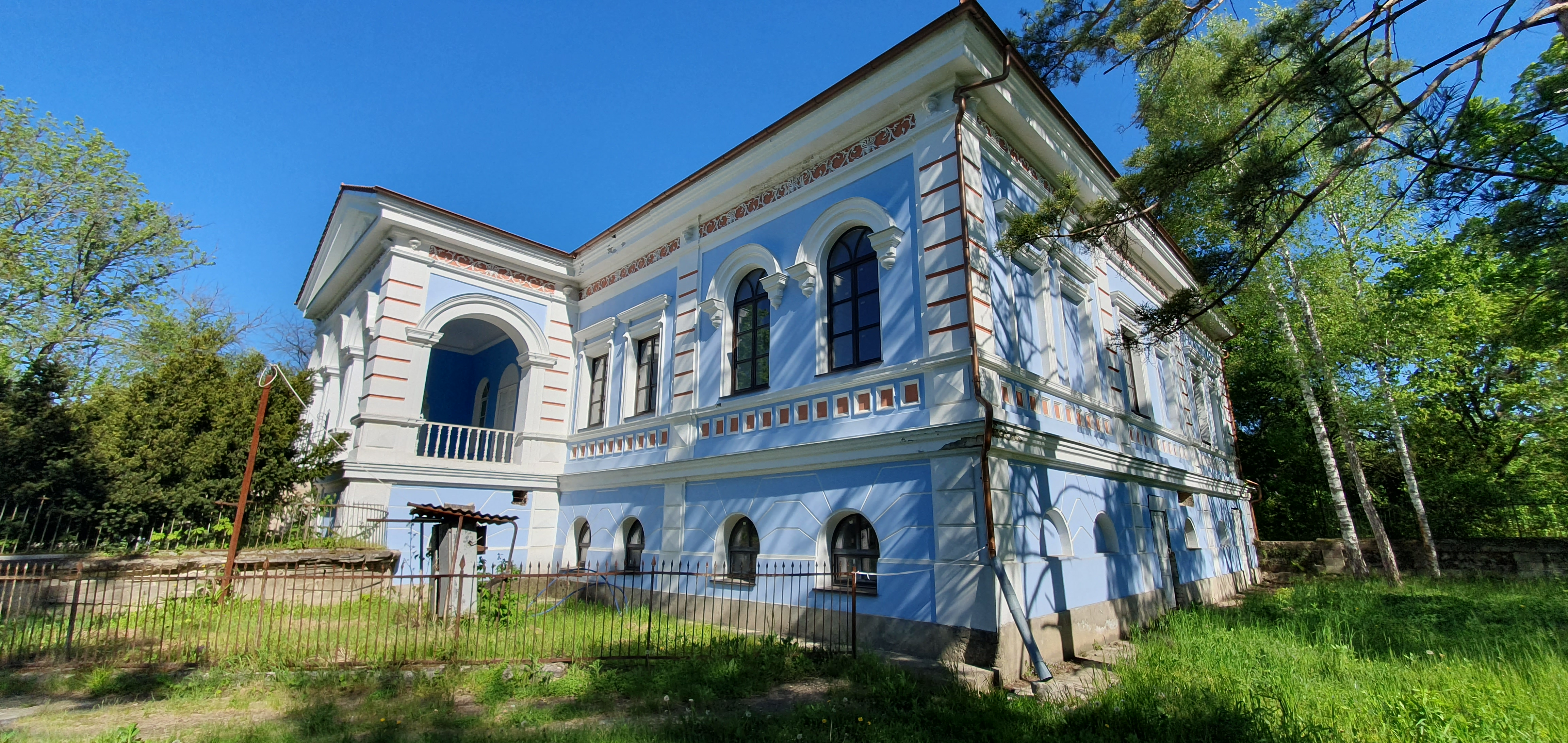
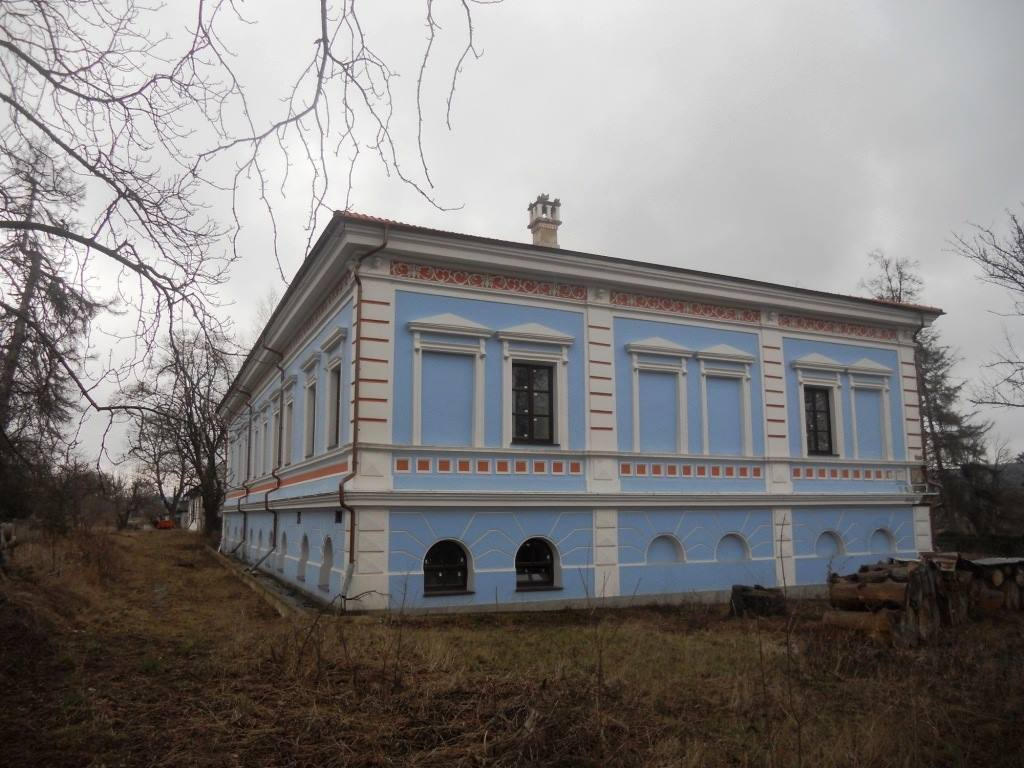
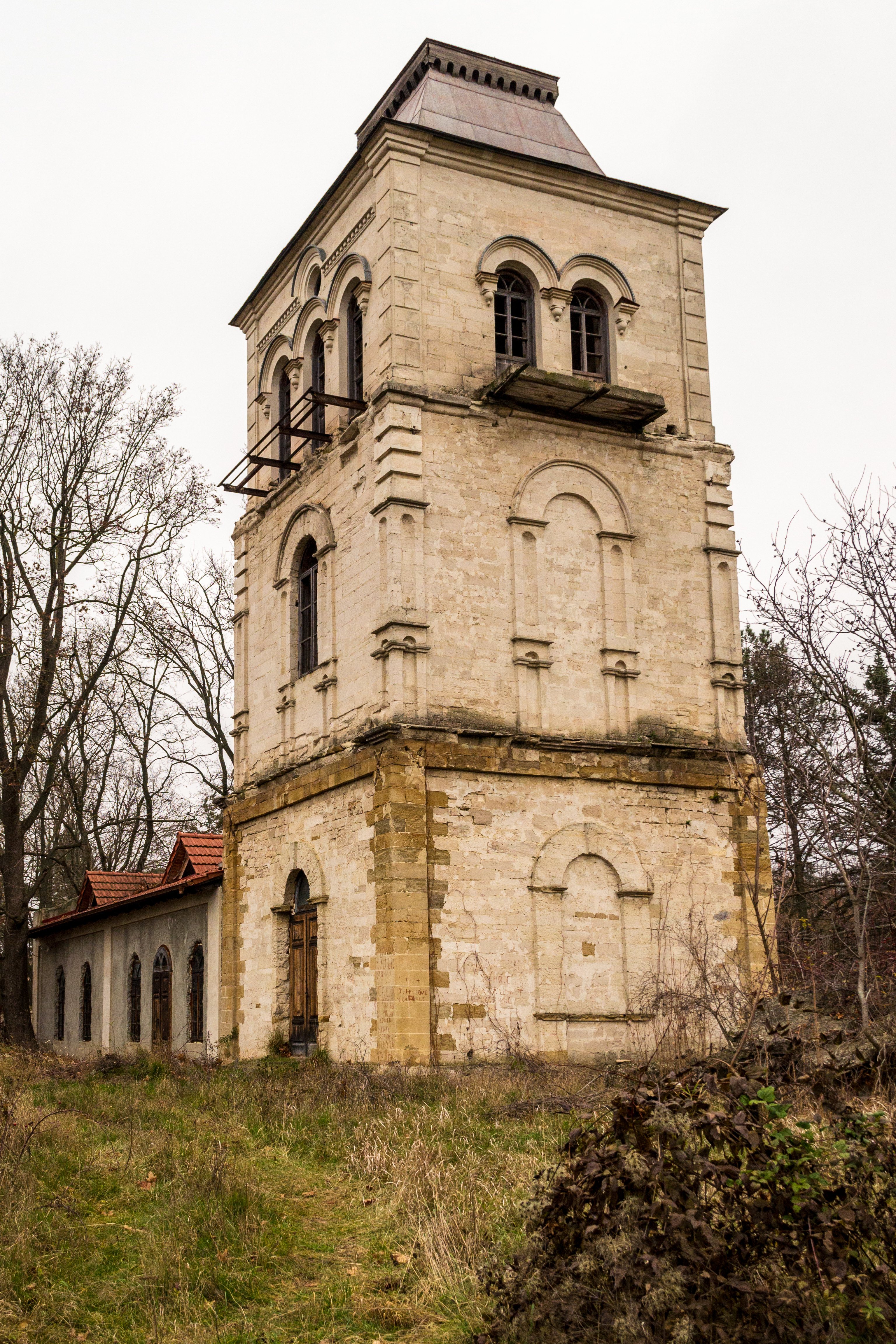
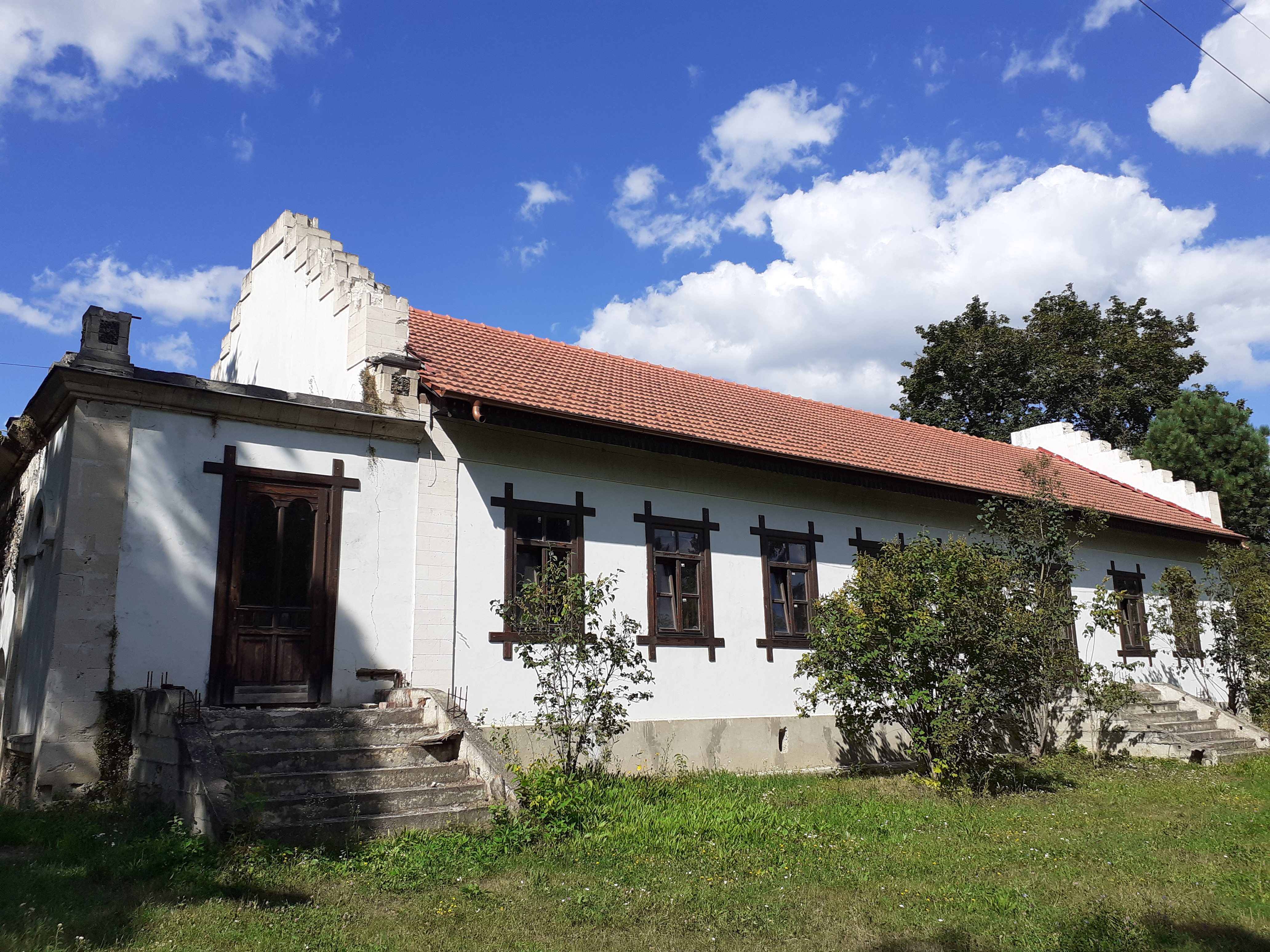
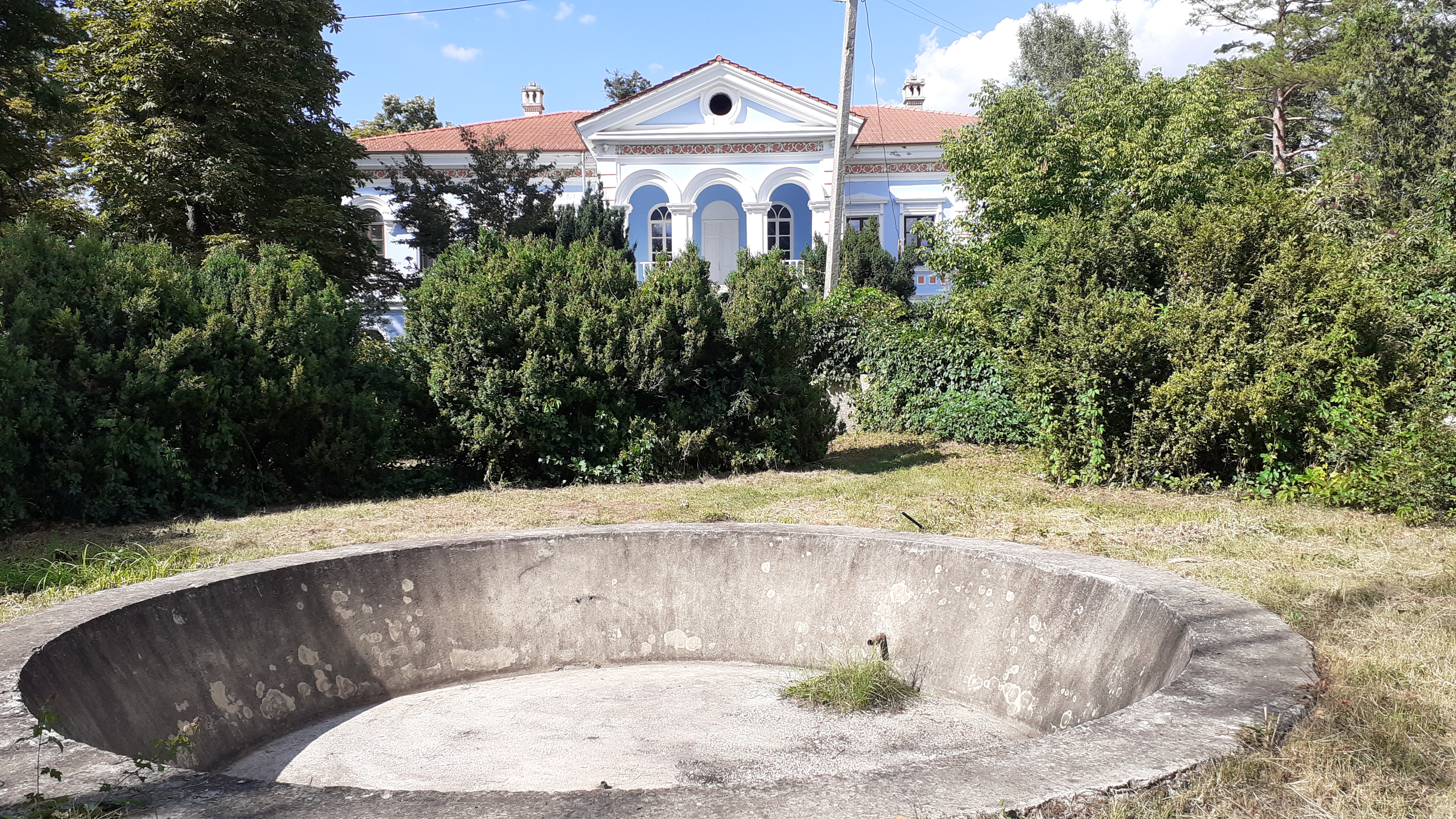

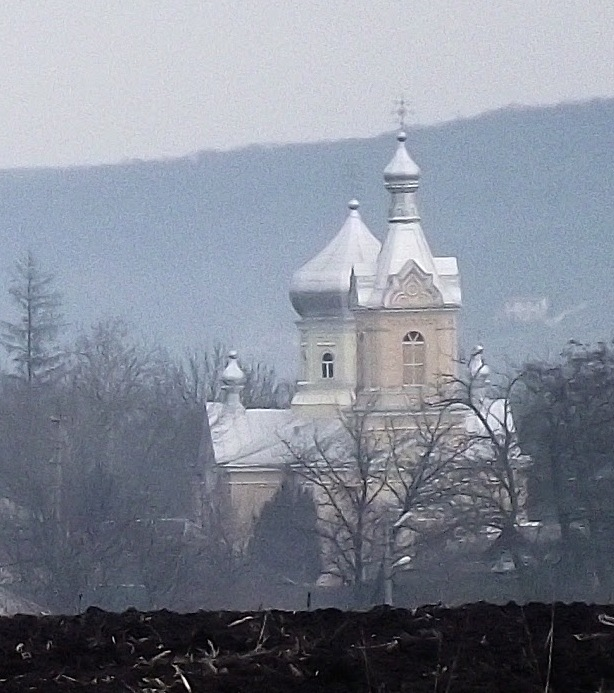
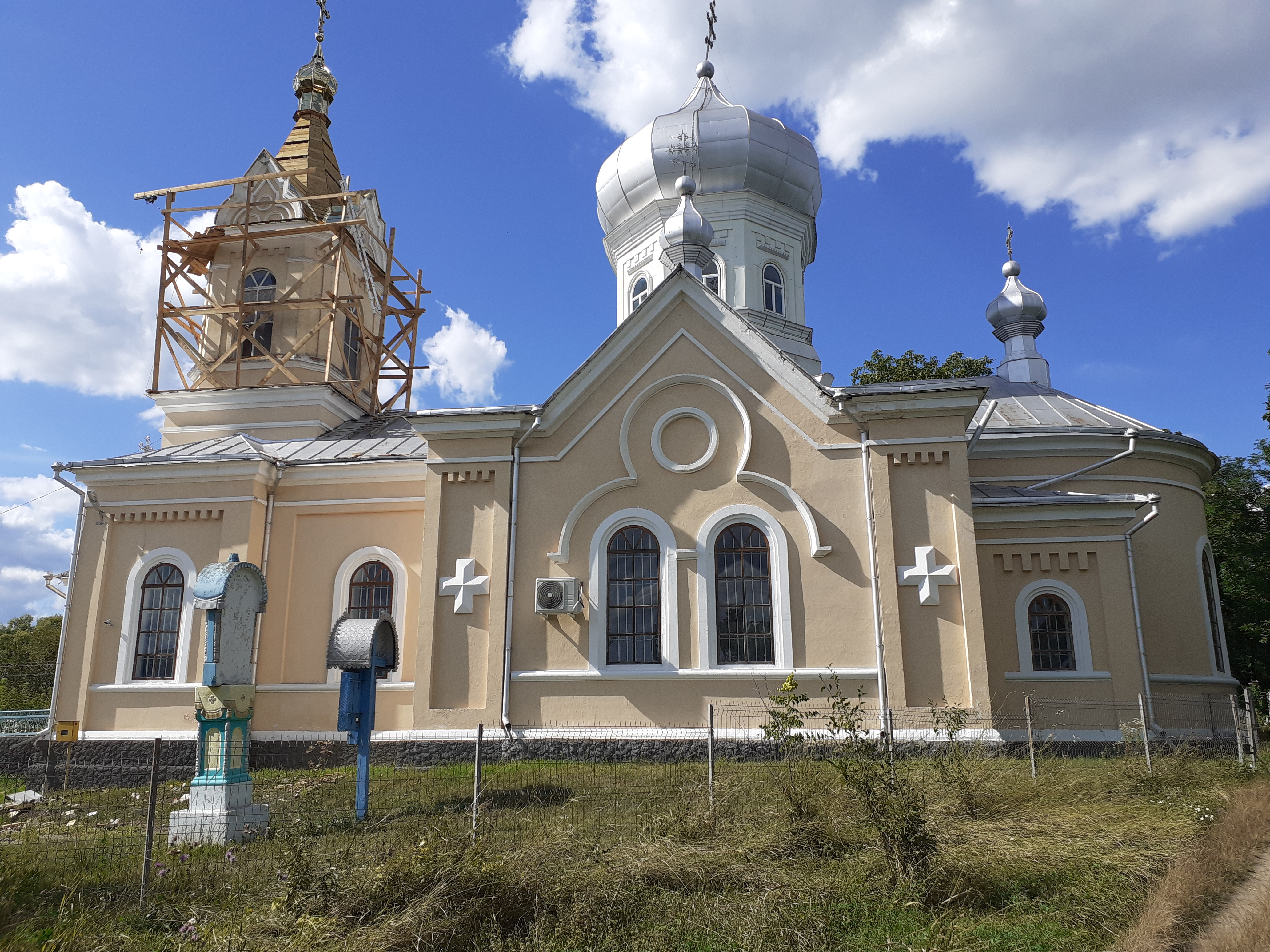
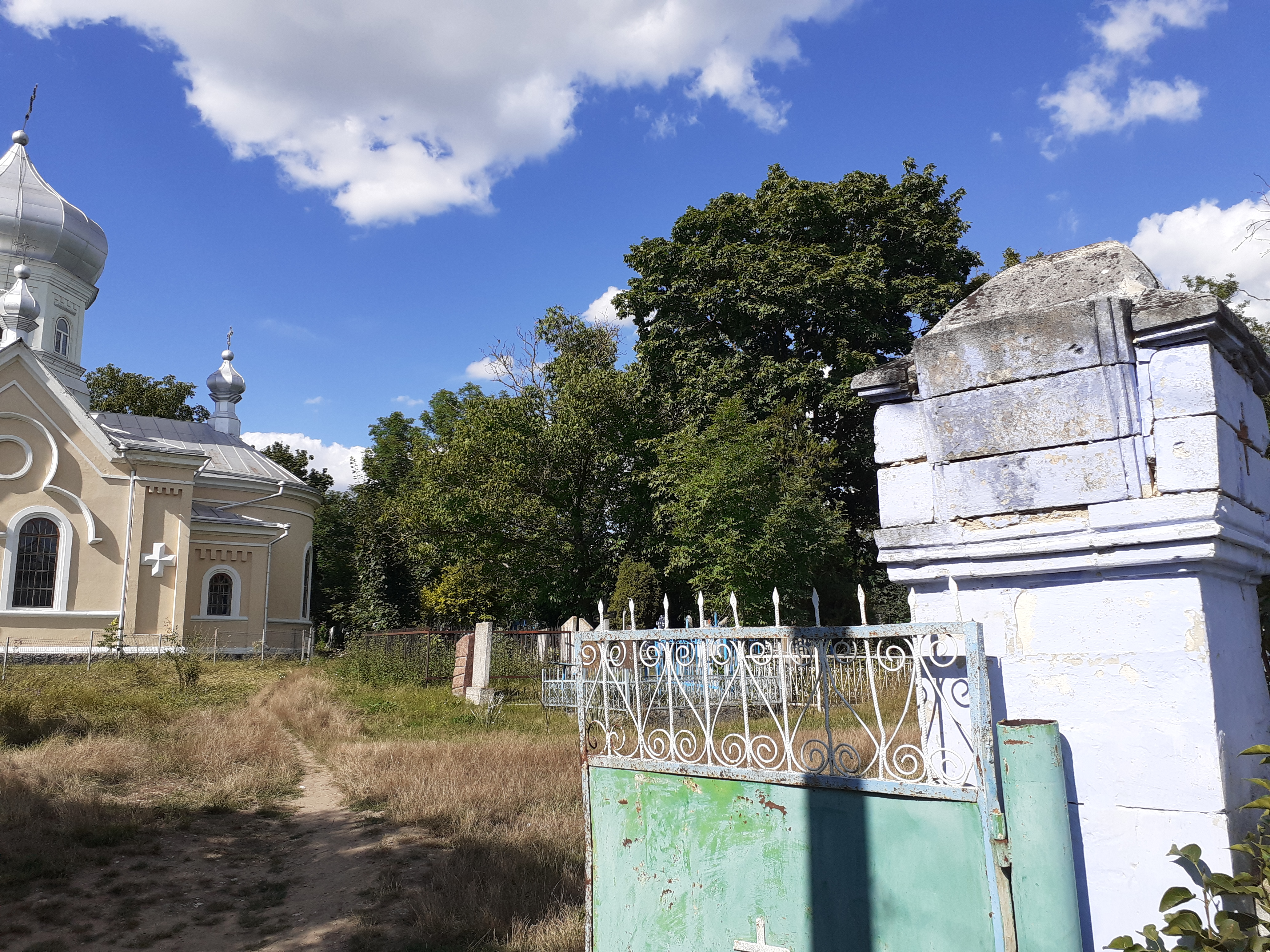

Conacul Balioz
Biserica „Sfânta Treime” din localitate, monument ocrotit de stat.
Alte locuri

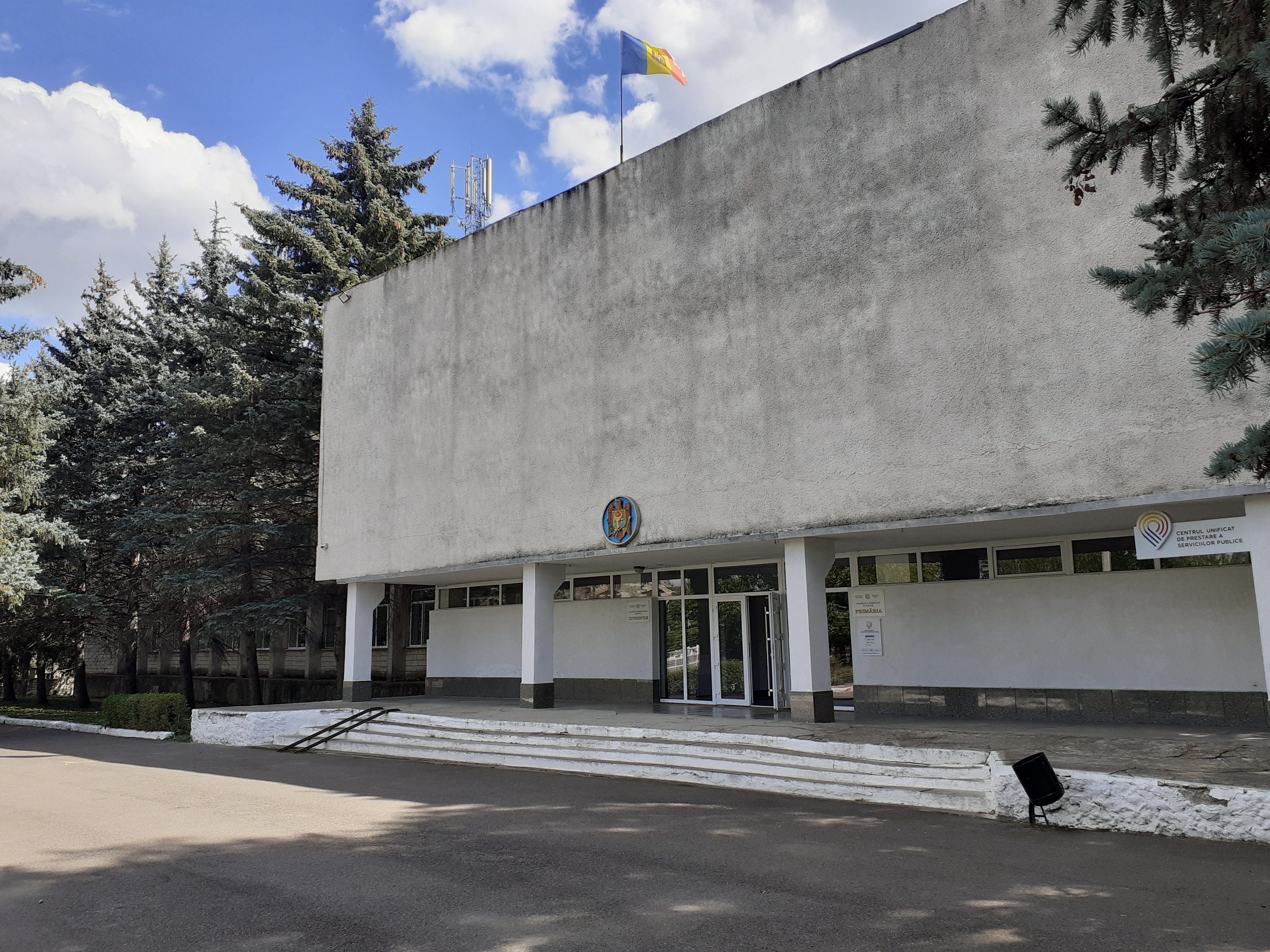
Primăria comunei
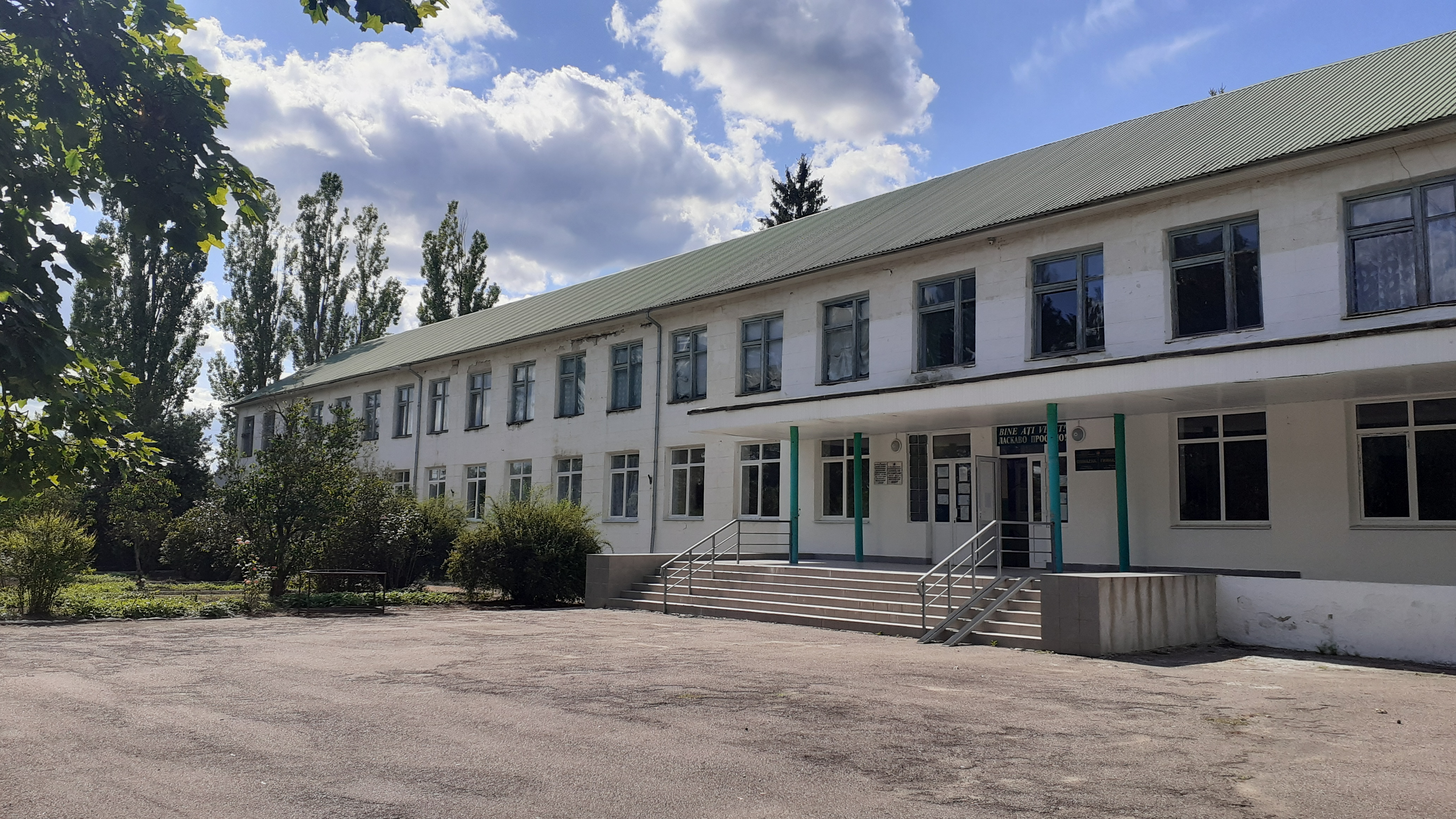
Gimnaziul
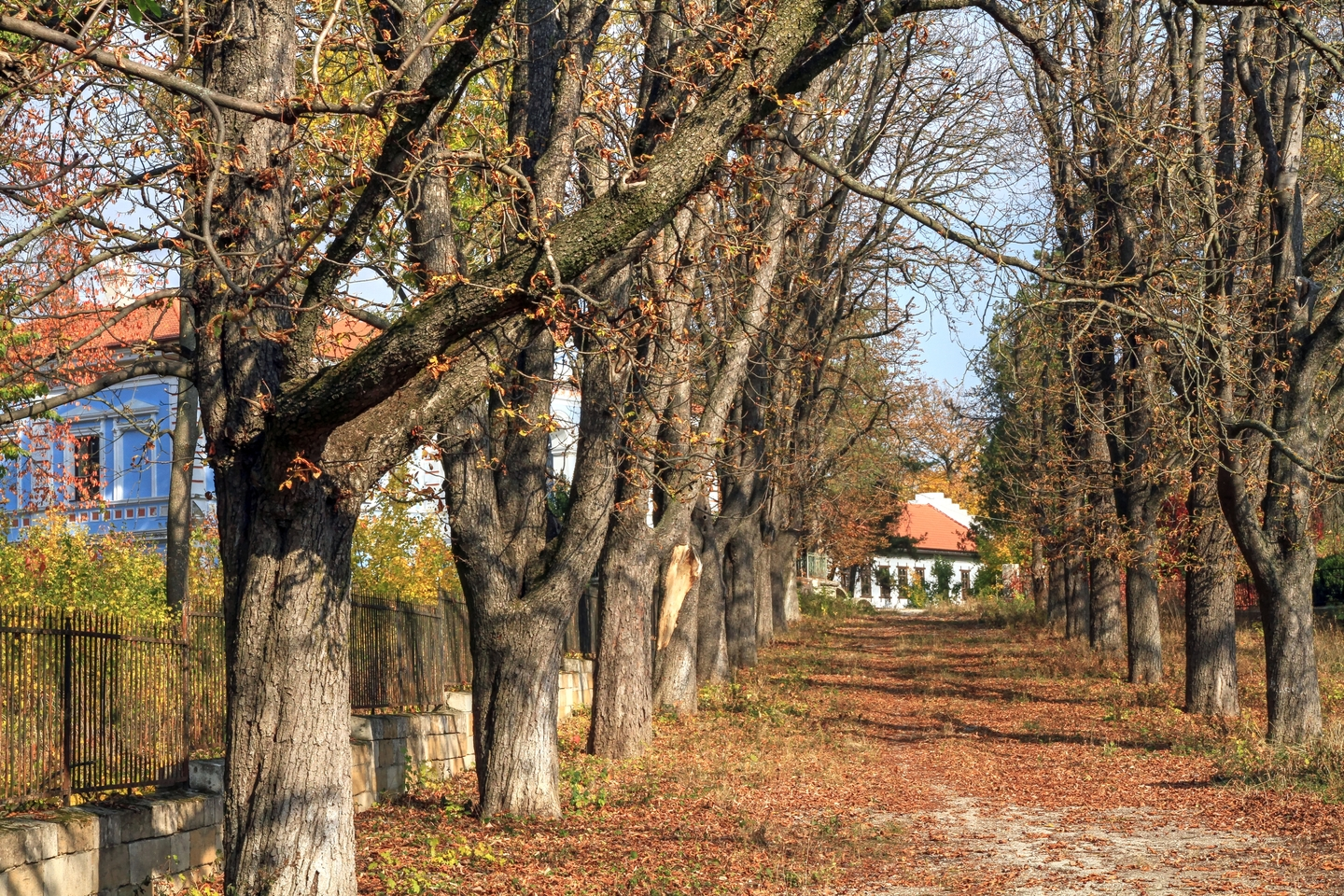
Parcul din localitate
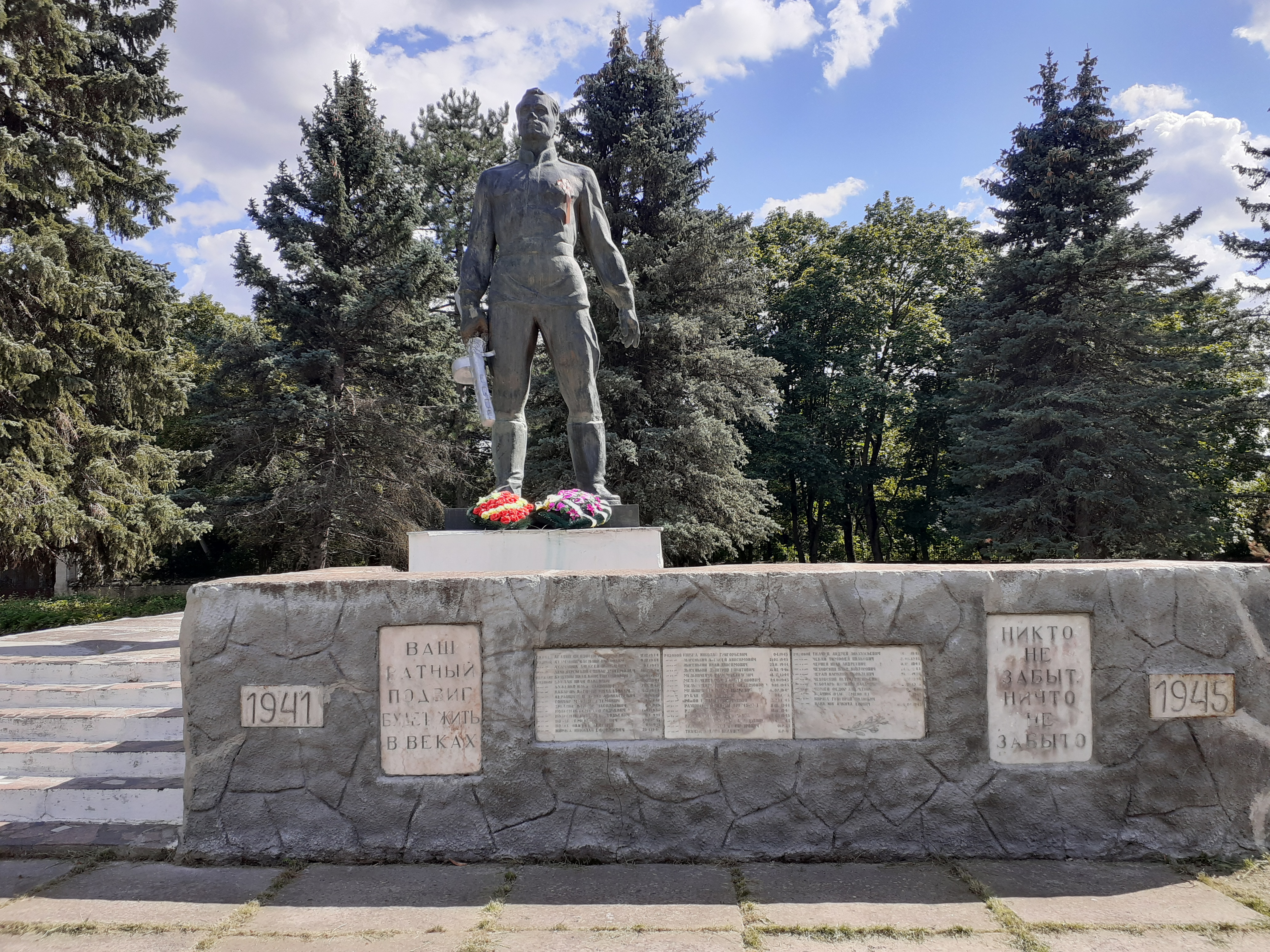
Monument în memoria consătenilor căzuți în Al Doilea Război Mondial.
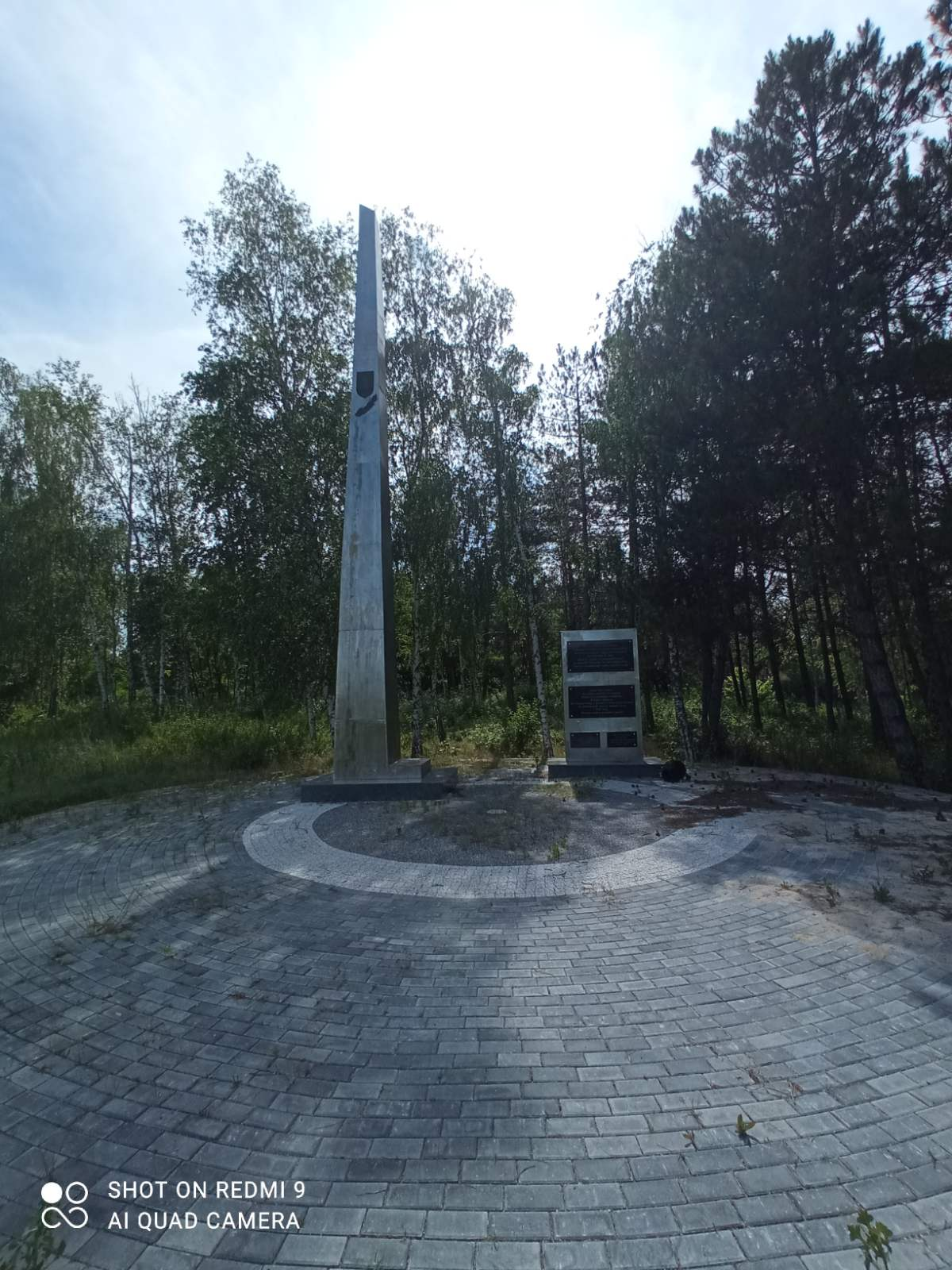
Monumentul militar sovietic.
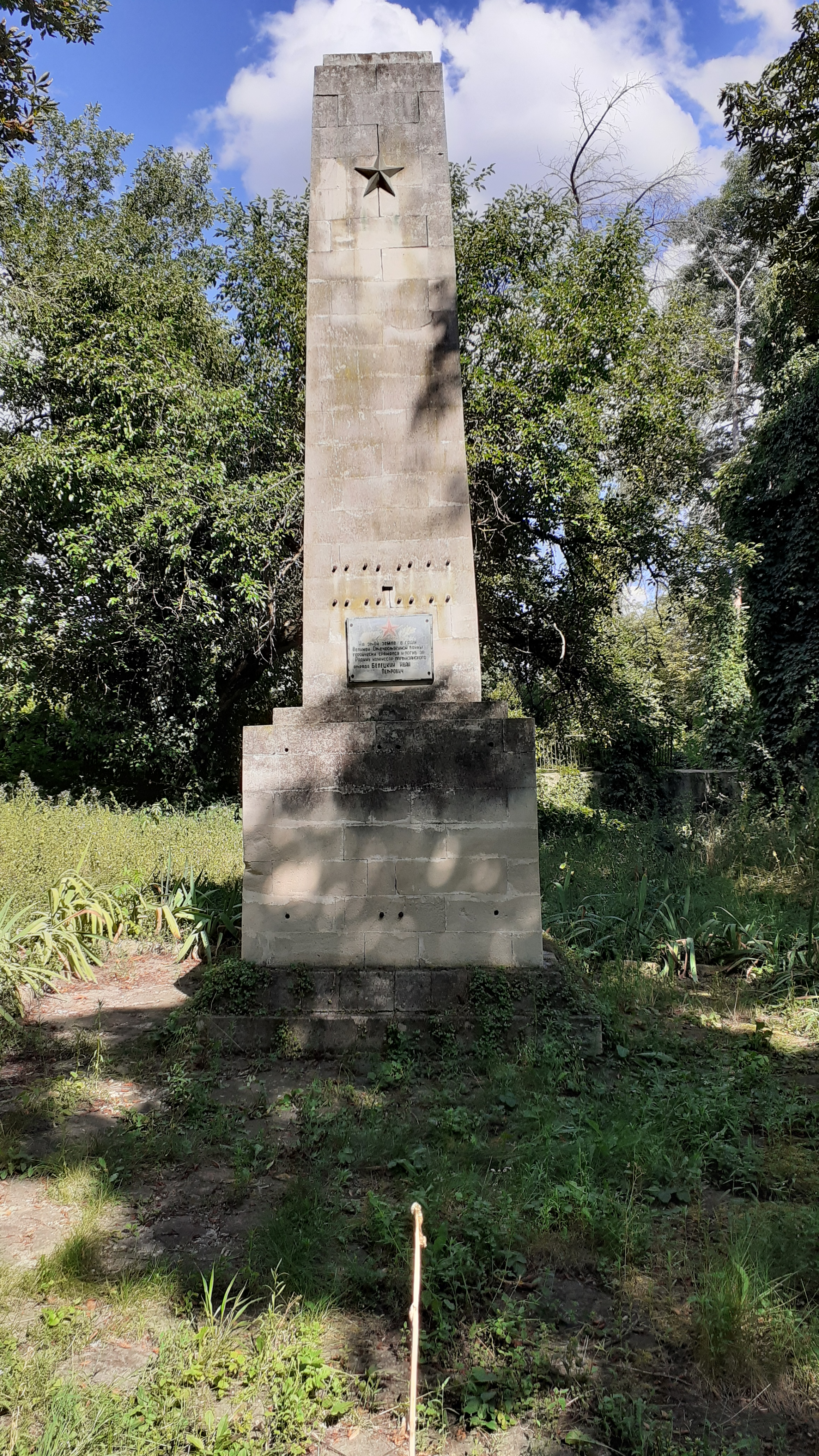
Alt monument sovietic.
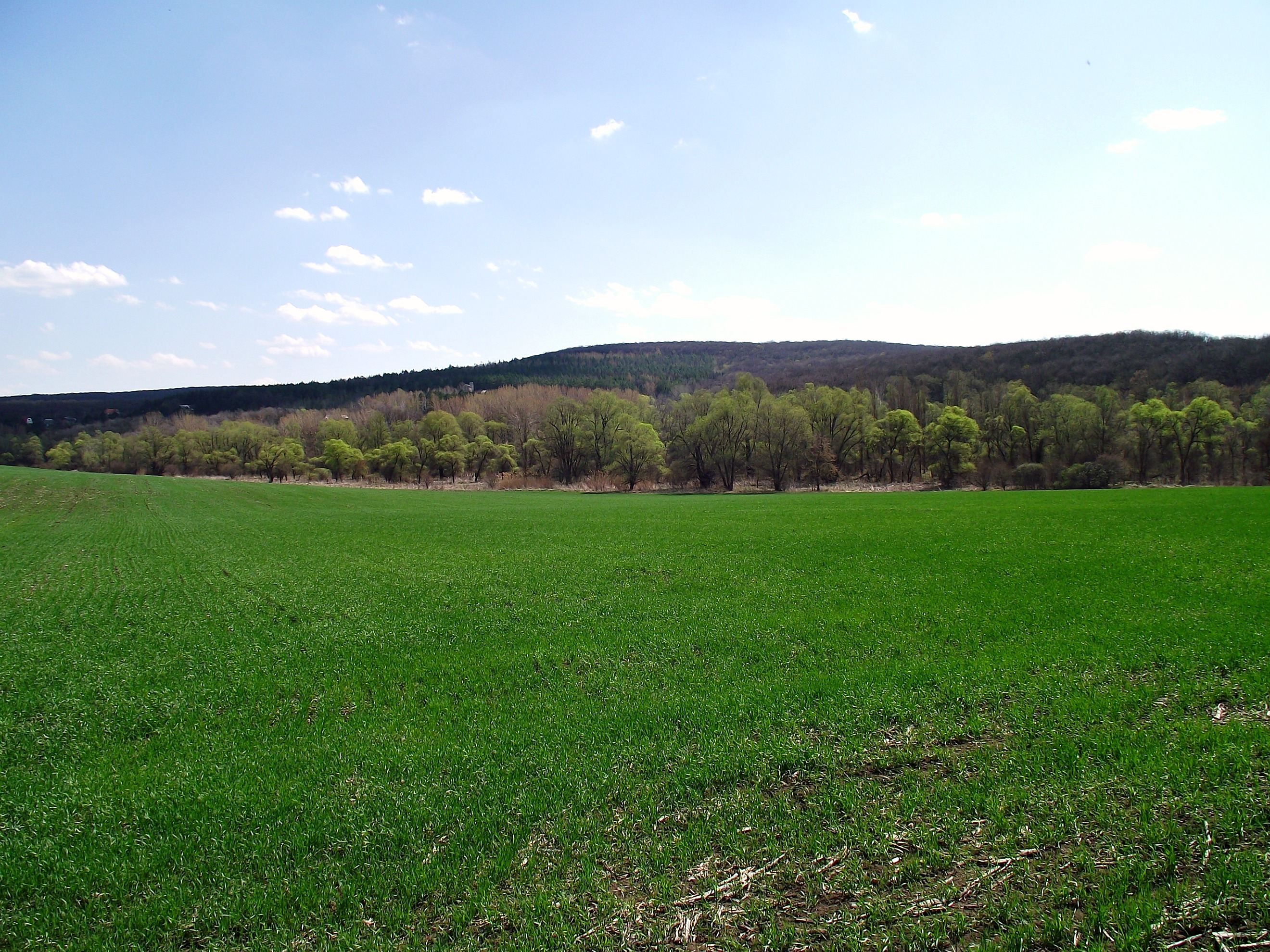
Pădurea adiacentă.
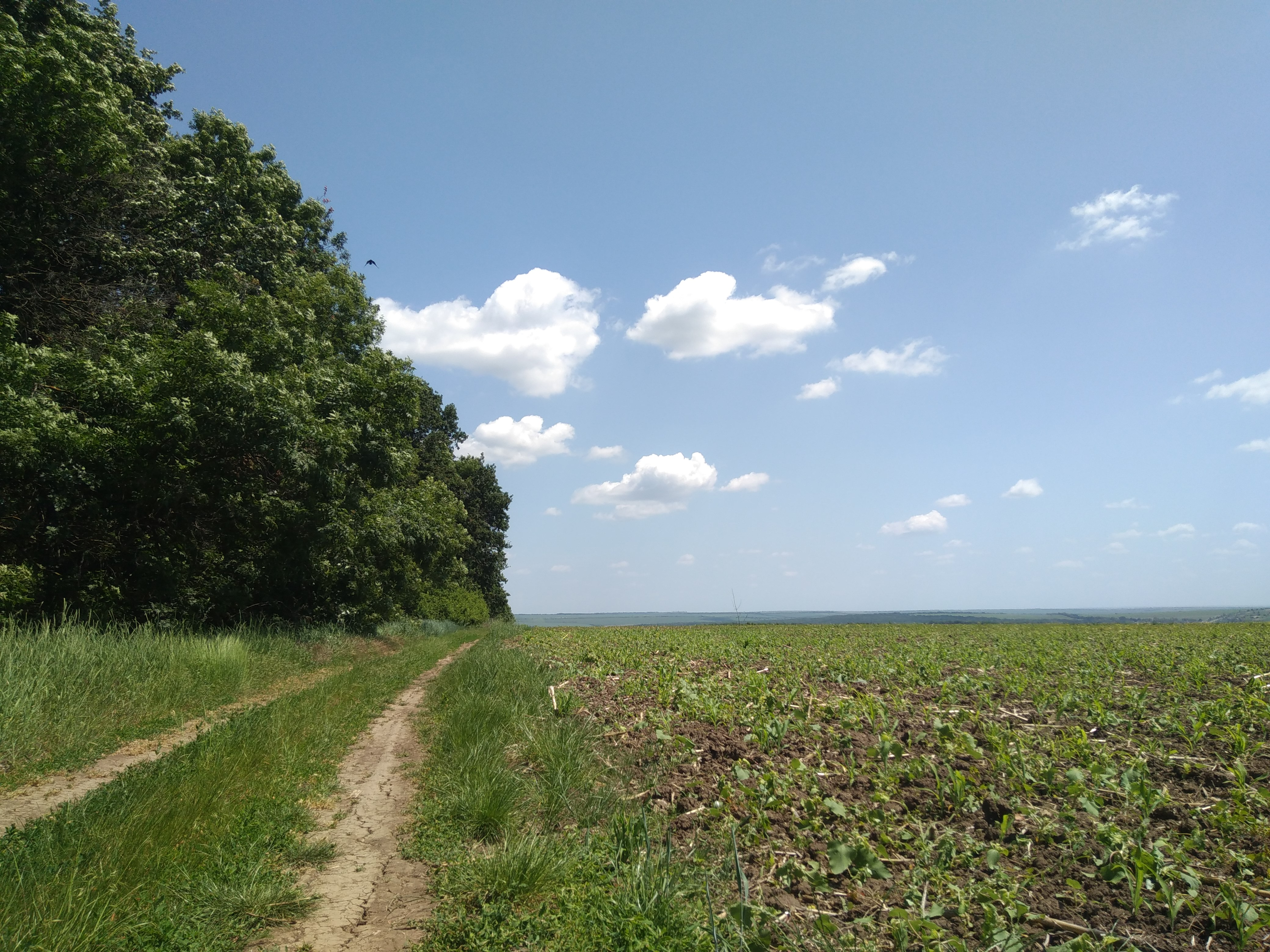
Teren agricol pe moșia satului.
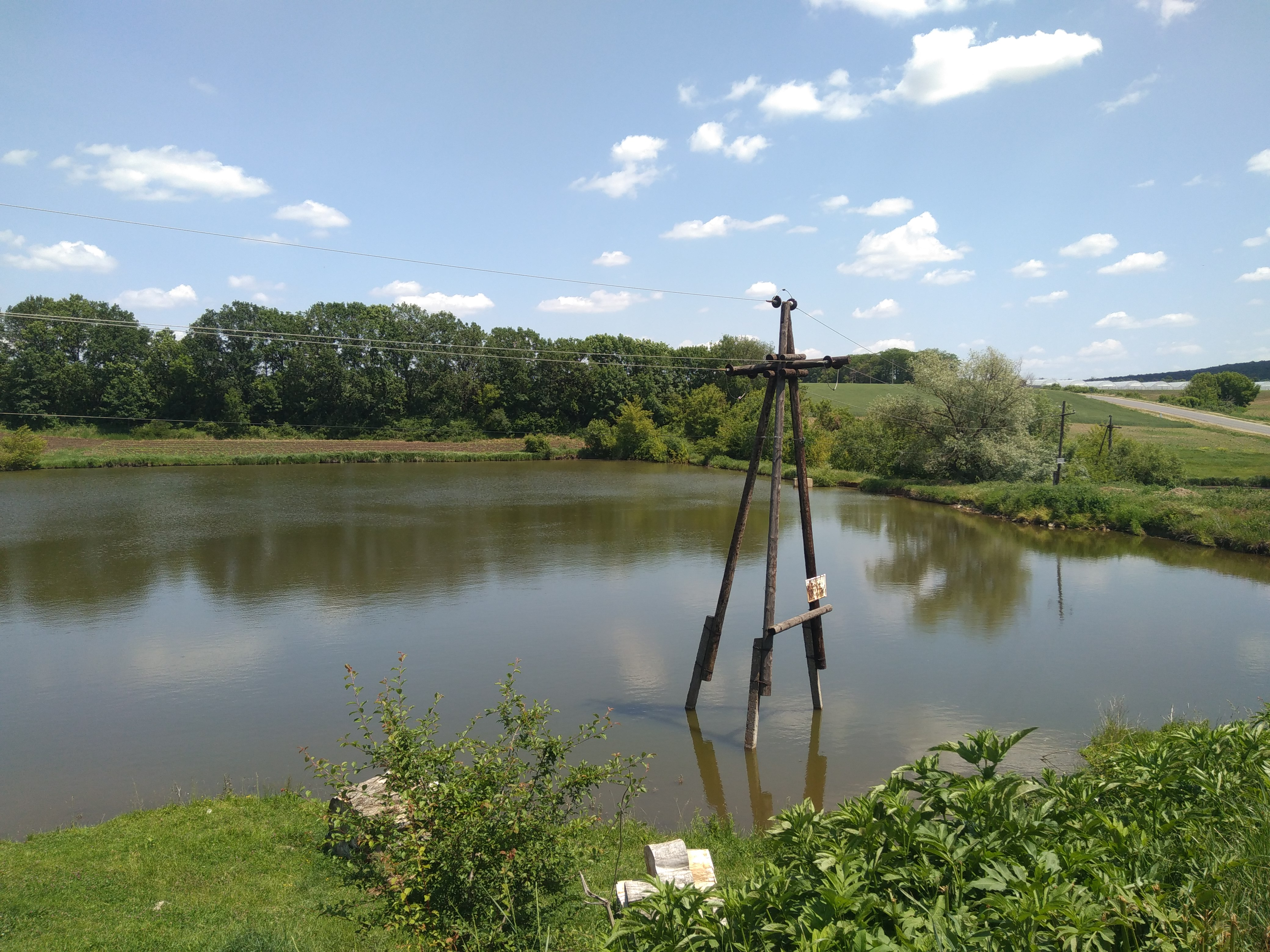
Lac de lângă sat.